# ميليسا هورتمان
ميليسا آن هورتمان (27 مايو 1970 - 14 يونيو 2025) هي سياسية أمريكية شغلت منصب رئيسة مجلس نواب ولاية مينيسوتا من عام 2019 إلى عام 2025. بصفتها عضوًا في حزب العمال المزارعين الديمقراطيين في مينيسوتا، مثلت هورتمان المنطقة 34ب في منطقة توين سيتيز الحضرية الشمالية، والتي تضم مدن بروكلين بارك وتشامبلين وكوون رابيدز وأجزاء من مقاطعتي أنوكا وهينيبين.
في 14 يونيو 2025، اغتيلت هورتمان وزوجها في منزلهما. كما أُصيب عضو آخر في مجلس النواب، جون هوفمان، وزوجته في حادث إطلاق نار مماثل.